# Sekshon Pagá 2021
La Sekshon Pagá 2021 fue la edición número 95 de la Sekshon Pagá. La temporada comenzó el 7 de marzo y terminará el 19 de diciembre.

## Formato
Los diez equipos participantes jugaron entre sí mediante el sistema de todos contra todos dos veces totalizando 18 partidos cada uno. Al término de las 18 jornadas los 6 primeros clasificados jugaron los play-offs kaya 6, donde volvieron a jugar entre sí todos contra todos una sola vez totalizando 5 partidos y después los 4 primeros se clasificaron los play-offs kaya 4, donde una vez más jugaron entre sí todos contra todos una vez totalizando 3 partidos y ya para la última parte los 2 clasificados jugaron la final donde el campeón; de cumplir los requisitos establecidos participará en la CONCACAF Caribbean Club Shield 2022.
Del otro lado, el último clasificado descenderá a la Sekshon Amatúr 2022.

## Temporada regular

### Clasificación
| Pos. | Equipo            | Pts. | PJ | G  | E | P  | GF | GC | Dif. | Clasificación 2022             |
| ---- | ----------------- | ---- | -- | -- | - | -- | -- | -- | ---- | ------------------------------ |
| 1    | Jong Holland      | 39   | 18 | 11 | 6 | 1  | 35 | 11 | +24  | Play-offs Kaya 6               |
| 2    | Scherpenheuvel    | 37   | 18 | 11 | 4 | 3  | 27 | 10 | +17  | Play-offs Kaya 6               |
| 3    | Victory Boys      | 35   | 18 | 10 | 5 | 3  | 36 | 28 | +8   | Play-offs Kaya 6               |
| 4    | Willemstad        | 31   | 18 | 9  | 4 | 5  | 43 | 24 | +19  | Play-offs Kaya 6               |
| 5    | Sithoc            | 26   | 18 | 7  | 5 | 6  | 30 | 29 | +1   | Play-offs Kaya 6               |
| 6    | SUBT              | 22   | 18 | 6  | 4 | 8  | 22 | 25 | −3   | Play-offs Kaya 6               |
| 7    | Barber            | 20   | 18 | 6  | 2 | 10 | 20 | 32 | −12  |                                |
| 8    | Centro Dominguito | 19   | 18 | 5  | 4 | 9  | 25 | 36 | −11  |                                |
| 9    | UNDEBA            | 17   | 18 | 5  | 2 | 11 | 23 | 32 | −9   |                                |
| 10   | Vesta (D)         | 4    | 18 | 0  | 4 | 14 | 12 | 45 | −33  | Descenso a Sekshon Amatúr 2022 |

Actualizado a los partidos jugados el 1 de noviembre de 2021.
 Fuente: Soccerway

## Play-offs Kaya 6
| Pos. | Equipo         | Pts. | PJ | G | E | P | GF | GC | Dif. | Clasificación 2021 |
| ---- | -------------- | ---- | -- | - | - | - | -- | -- | ---- | ------------------ |
| 1    | Victory Boys   | 10   | 5  | 3 | 1 | 1 | 9  | 5  | +4   | Play-offs Kaya 4   |
| 2    | Willemstad     | 8    | 5  | 2 | 2 | 1 | 9  | 8  | +1   | Play-offs Kaya 4   |
| 3    | Jong Holland   | 7    | 5  | 2 | 1 | 2 | 6  | 5  | +1   | Play-offs Kaya 4   |
| 4    | Scherpenheuvel | 7    | 5  | 2 | 1 | 2 | 7  | 9  | −2   | Play-offs Kaya 4   |
| 5    | SUBT           | 4    | 5  | 1 | 1 | 3 | 4  | 5  | −1   |                    |
| 6    | Sithoc         | 4    | 5  | 0 | 4 | 1 | 1  | 4  | −3   |                    |

Actualizado a los partidos jugados el 3 de diciembre de 2021.
 Fuente: Soccerway

## Play-offs Kaya 4
| Pos. | Equipo         | Pts. | PJ | G | E | P | GF | GC | Dif. | Clasificación 2022 |
| ---- | -------------- | ---- | -- | - | - | - | -- | -- | ---- | ------------------ |
| 1    | Jong Holland   | 7    | 3  | 2 | 1 | 0 | 7  | 1  | +6   | Final              |
| 2    | Willemstad     | 6    | 3  | 2 | 0 | 1 | 2  | 1  | +1   | Final              |
| 3    | Scherpenheuvel | 4    | 3  | 1 | 1 | 1 | 1  | 1  | 0    |                    |
| 4    | Victory Boys   | 0    | 3  | 0 | 0 | 3 | 1  | 8  | −7   |                    |

Actualizado a los partidos jugados el 16 de diciembre de 2021.
 Fuente: Soccerway

## Final
| Local                  | Resultado | Visita         | Fecha                   |
| ---------------------- | --------- | -------------- | ----------------------- |
| CRKSV Jong Holland (C) | 1 - 0     | CVV Willemstad | 19 de diciembre de 2021 |

| Bandera de Curazao                       |
| Campeón CRKSV Jong Holland 16°.to título |